# Mądra kurka
Mądra kurka (ang. The Wise Little Hen) – amerykański krótkometrażowy film animowany w reżyserii Wilfreda Jacksona z 1934 roku.
Kreskówka należy do serii Silly Symphonies i oparta jest na opowiadaniu „Mała czerwona kurka” (The Little Red Hen). W filmie debiutuje postać Kaczora Donalda.

## Obsada (głosy)
- Florence Gill jako sprytna kurka
- Clarence Nash jako Kaczor Donald
- Pinto Colvig jako świnka Peter

## Fabuła
Tytułowa Kurka szuka kogoś, kto pomoże jej zasiać kukurydzę. Prosi więc o pomoc świnkę Petera i Kaczora Donalda, ale ci udają ból brzucha, by uniknąć pracy. Kurka z pomocą swoich piskląt sadzi je sama. Gdy nadchodzi czas żniw ponownie prosi ich o pomoc, ale ci ponownie symulują ból brzucha. Kurka odkrywa jednak ich podstęp, więc postanawia zebrać plony ze swoimi pisklętami, a następnie odegrać się na symulantach. Przygotowuje kukurydziane potrawy, po czym prosi świnkę Petera i Kaczora Donald o pomoc w ich zjedzeniu. Ci nagle zdrowieją, ale jedyne co otrzymują to olej rycynowy.